# Dolichognatha kratochvili
Dolichognatha kratochvili là một loài nhện trong họ Tetragnathidae.
Loài này thuộc chi Dolichognatha. Dolichognatha kratochvili được miêu tả năm 1938 bởi Lessert.